# Jacquemontia bifurcata
Jacquemontia bifurcata är en vindeväxtart som beskrevs av Henry Hurd Rusby. Jacquemontia bifurcata ingår i släktet Jacquemontia och familjen vindeväxter. Inga underarter finns listade i Catalogue of Life.